# Provincia di Piura
La provincia di Piura è una delle otto province della regione di Piura nel Perù.

## Capoluogo e data di fondazione
Il capoluogo è Piura, fondato il 15 agosto 1532, con il nome di San Miguel di Tangarará.
La provincia è stata istituita nel 1821 e nel 1837 come provincia litorale.
- Sindaco (alcalde) 
  - 2019-2022: Juan José Diaz Dios.
  - 2007-2010: José Eugenio Aguilar Santisteban.

## Superficie e popolazione
- 6211,16 km²
- 642 428 abitanti (inei2005)

## Province confinanti
Confina a nord-ovest con la provincia di Paita e con la provincia di Sullana; a est con le province di Ayabaca, Morropón e Lambayeque; e a sud-ovest con la provincia di Sechura.

## Geografia antropica

### Suddivisioni amministrative
È divisa in nove distretti:
- Piura
- Castilla
- Catacaos
- Cura Mori
- El Tallán
- La Arena
- La Unión
- Las Lomas
- Tambo Grande

## Festività
- agosto: Settimana del turismo
- ottobre: Signore dei Miracoli
- novembre: Festa di Algarrobo